# Afonso Luís Marques
Afonso Luís Marques (Porto Alegre, 19 de setembro de 1847 —Porto Alegre, 10 de agosto de 1872) foi um escritor, poeta e educador brasileiro.

## Biografia
Filho de Jacome Luís Marques e Maria Amélia Correia, seu pai faleceu cedo. Iniciou seus estudos numa escola pública, depois passou a estudar no Liceu Dom Afonso e finalmente com o já idoso padre João de Santa Bárbara, de quem ficou muito amigo. Pretendeu seguir a carreira do sacerdócio, porém, com a morte de Santa Bárbara, mudou de vocação e dedicou-se ao magistério. Foi nomeado em 1870 professor de história da Escola Normal.
Foi membro da Sociedade Partenon Literário e professor da Escola Normal em Porto Alegre. Faleceu com 25 anos de idade, deixando uma obra variada em prosa e verso, algumas de suas poesias estão na Revista do Pártenon Literário.
É homenageado em Porto Alegre, com o nome da Travessa Afonso Marques, no Bairro Navegantes.